# Green Bay Packers 1970
La stagione 1970 dei Green Bay Packers è stata la 50ª della franchigia nella National Football League. Sotto la direzione del capo-allenatore al terzo anno Phil Bengtson, la squadra terminò con un record di 6-8, terminando terza nella Central Division della Western Conference. A fine anno Bengston si dimise.
La stagione 1970 dei Packers iniziò con un lutto per la scomparsa al Georgetown Hospital di Vince Lombardi, scomparso per un cancro il 3 settembre all'età di 57 anni. Oltre 3.500 persone parteciparono al suo funerale a New York, inclusi Bart Starr, Paul Hornung e Willie Davis che sollevarono la bara. Tre giorni dopo il funerale, il Commissioner della NFL Pete Rozelle annunciò che il trofeo del Super Bowl sarebbe stata ribattezzato "Vince Lombardi Trophy.

## Roster
| Roster dei Green Bay Packers nel 1968 |
| --- |
| Quarterback - Don Horn - Rick Norton - Frank Patrick - Bart Starr Running Back - Donny Anderson RB/P - Jim Grabowski FB - Dave Hampton - Larry Krause - Perry Williams - Travis Williams Wide Receiver - Mike Carter - Jack Clancy - Carroll Dale - John Spilis Tight End - John Hilton - Rich McGeorge Offensive Linemen - Dave Bradley G - Ken Bowman C - Gale Gillingham G - Forrest Gregg T - Bill Hayhoe T - Dick Himes T - Bill Lueck G - Francis Peay T - Malcolm Walker C Defensive Linemen - Lionel Aldridge DE - Marty Amsler DE - Bob Brown DT - Kevin Hardy DT - Mike McCoy DT - Rich Moore DT - Sweeny Williams DE Linebacker - Fred Carr - Jim Carter OLB - Jim Flanigan - Rudy Kuechenberg - Ray Nitschke ILB - Dave Robinson - Cleo Walker Defensive Back - Ken Ellis CB - Leon Harden - Doug Hart SS/CB - Ervin Hunt - Bob Jeter CB - Al Matthews CB - Willie Wood SS/PR Special Team - Dale Livingston K                                                               |
| Legenda - I rookie sono in corsivo. - Il primo ruolo è il principale mentre gli eventuali successivi indicano i ruoli secondari. - (IR) sta per Injured Reserve ed indica la lista ristretta per un solo giocatore infortunato che può tornare ad allenarsi dopo la settimana 6 e a rientrare in prima squadra dopo che questa ha giocato 8 partite. - (NF-Inj.) / (NF-Ill.) stanno rispettivamente per Non-Football Injured e Non-Football Illness ed indicano le liste dove viene inserito un giocatore che ha un infortunio o una malattia non dipendente dal football americano. - (PUP) sta per Physically Unable to Perform ed indica la lista dove viene inserito un giocatore mentre è in attesa di recuperare la condizione fisica. Nella stagione regolare dopo la sesta partita giocata dalla propria squadra, il giocatore ha tempo tre settimane per riprendere ad allenarsi, più tre settimane aggiuntive dal suo rientro agli allenamenti per rientrare in prima squadra. |

## Calendario
| Stagione regolare |              |                        |           |        |                               |          |
| Turno             | Data         | Avversario             | Risultato | Record | Stadio                        | Pubblico |
| 1                 | 17 settembre | Detroit Lions          | P 17–17   | 0–0–1  | Lambeau Field                 | 50,861   |
| 2                 | 24 settembre | Chicago Bears          | V 13–10   | 1–0–1  | Lambeau Field                 | 50,861   |
| 3                 | 1 ottobre    | Atlanta Falcons        | V 23–0    | 2–0–1  | Milwaukee County Stadium      | 49,467   |
| 4                 | 8 ottobre    | at Detroit Lions       | V 27–17   | 3–0–1  | Tiger Stadium                 | 57,877   |
| 5                 | 15 ottobre   | Minnesota Vikings      | S 7–10    | 3–1–1  | Milwaukee County Stadium      | 49,601   |
| 6                 | 22 ottobre   | at New York Giants     | V 48–21   | 4–1–1  | Yankee Stadium                | 62,585   |
| 7                 | 30 ottobre   | at St. Louis Cardinals | V 31–23   | 5–1–1  | Busch Memorial Stadium        | 49,792   |
| 8                 | 5 novembre   | at Baltimore Colts     | S 10–13   | 5–2–1  | Memorial Stadium              | 60,238   |
| 9                 | 12 novembre  | Cleveland Browns       | V 55–7    | 6–2–1  | Milwaukee County Stadium      | 50,074   |
| 10                | 19 novembre  | San Francisco 49ers    | V 13–0    | 7–2–1  | Lambeau Field                 | 50,861   |
| 11                | 26 novembre  | at Chicago Bears       | V 17–13   | 8–2–1  | Wrigley Field                 | 47,513   |
| 12                | 3 dicembre   | at Minnesota Vikings   | V 30–27   | 9–2–1  | Metropolitan Stadium          | 47,693   |
| 13                | 9 dicembre   | at Los Angeles Rams    | S 24–27   | 9–3–1  | Los Angeles Memorial Coliseum | 76,637   |
| 14                | 17 dicembre  | Pittsburgh Steelers    | S 17–24   | 9–4–1  | Lambeau Field                 | 50,861   |

Note: gli avversari della propria conference sono in grassetto.
| Stagione regolare |              |                        |           |        |                          |          |
| Turno             | Data         | Avversario             | Risultato | Record | Stadio                   | Pubblico |
| 1                 | 20 settembre | Detroit Lions          | S 0–40    | 0–1    | Lambeau Field            | 56,263   |
| 2                 | 27 settembre | Atlanta Falcons        | V 27–24   | 1–1    | Lambeau Field            | 56,263   |
| 3                 | 4 ottobre    | Minnesota Vikings      | V 13–10   | 2–1    | Milwaukee County Stadium | 47,967   |
| 4                 | 12 ottobre   | at San Diego Chargers  | V 22–20   | 3–1    | San Diego Stadium        | 53,064   |
| 5                 | 18 ottobre   | Los Angeles Rams       | S 21–31   | 3–2    | Lambeau Field            | 56,263   |
| 6                 | 25 ottobre   | Philadelphia Eagles    | V 30–17   | 4–2    | Milwaukee County Stadium | 48,022   |
| 7                 | 1 novembre   | at San Francisco 49ers | S 10–26   | 4–3    | Kezar Stadium            | 59,335   |
| 8                 | 9 novembre   | Baltimore Colts        | S 10–13   | 4–4    | Milwaukee County Stadium | 48,063   |
| 9                 | 15 novembre  | Chicago Bears          | V 20–19   | 5–4    | Lambeau Field            | 56,263   |
| 10                | 22 novembre  | at Minnesota Vikings   | S 3–10    | 5–5    | Metropolitan Stadium     | 47,900   |
| 11                | 26 novembre  | at Dallas Cowboys      | S 3–16    | 5–6    | Cotton Bowl              | 67,182   |
| 12                | 6 dicembre   | at Pittsburgh Steelers | V 20–12   | 6–6    | Three Rivers Stadium     | 46,418   |
| 13                | 13 dicembre  | at Chicago Bears       | S 17–35   | 6–7    | Wrigley Field            | 44,957   |
| 14                | 20 dicembre  | at Detroit Lions       | S 0–20    | 6–8    | Tiger Stadium            | 57,387   |

Note: gli avversari della propria division sono in grassetto.

## Classifiche
| NFL Central       |    |   |   |      |     |      |     |     |     |
|                   | V  | S | P | %    | DIV | CONF | PF  | PS  | STR |
| Minnesota Vikings | 12 | 2 | 0 | .857 | 5–1 | 10–1 | 335 | 143 | V3  |
| Detroit Lions     | 10 | 4 | 0 | .714 | 4–2 | 7–4  | 347 | 202 | V5  |
| Green Bay Packers | 6  | 8 | 0 | .429 | 2–4 | 4–7  | 196 | 293 | S2  |
| Chicago Bears     | 6  | 8 | 0 | .429 | 1–5 | 5–6  | 256 | 261 | V2  |

Nota:  i pareggi non venivano conteggiati ai fini della classifica fino al 1972.